# نادي الجيش الملكي
الجمْعيَّة الرِّياضيَّة لِلْقوَّات المسلَّحة الملكيَّة والمعروف اختصارًا باسم نَادِي الجيْش الملَكيِّ، هو نادي رياضي مغربي محترف متعدد الفروع، تأسس بعد سنوات قليلة من استقلال المغرب وبالضبط يوم (الإثنين 16 صفر 1378 هـ /1 سبتمبر 1958) بالرباط، ومقره المركز الرياضي لنادي الجيش الملكي بغابة المعمورة بمدينة سلا، ويستقبل مبارياته الرسمية بالمجمع الرياضي الأمير مولاي عبد الله بالرباط، أكبر الملاعب المغربية حاليا، والذي يعد معقلا له منذ افتتاحه سنة 1983 ويتسع لأكثر من 53 ألف متفرج، ويشارك في البطولة الاحترافية المغربية ولم ينزل إلى دوري الدرجة الثانية منذ صعوده موسم 1959–60.
يُعتبَر الجيش الملكي من بين أكثر الفرق المغربية تتويجاً بالألقاب، برصيد 31 لقبًا رسميًا، منها 29 لقباً محليًا، 13 دوري مغربي و 12 كأس العرش (رقم قياسي) و 4 مرات كأس السوبر المغربي (رقم قياسي)، وعلى المستوى القاري حقق لقبين قاريين فكان أول فريق مغربي يحقق لقبا قارياً بعد فوزه بدوري أبطال إفريقيا 1985، وأول فريق عربي يتوج بلقب كأس الكونفيدرالية الأفريقية 2005، كما إستطاع الوصول لنهائيات كل المسابقات التي شارك فيها.
حقق الجيش الملكي في القرن العشرين بالمغرب ومنذ الإستقلال 22 لقبا رسمياً، وإحتل المركز 18 في كل من ترتيب الكاف لأندية القرن العشرين (15 نقطة)، و ترتيب الاتحاد الدولي للتاريخ والإحصاءات (53 نقطة)، و في القرن الحالي صنف الأول محليا والعاشر قاريا سنة 2011، في التصنيف الخاص بالترتيب الدولي للأندية خلال العقد الأول من القرن 21 (2001–2010)، الصادر عن الاتحاد الدولي للتاريخ والإحصاءات.
يعد الفريق العسكري من أعرق الفرق العربية والأفريقية ويحضى بالتفاف جماهيري شعبي خاص، حيث شكل بنجاحاته قاعدة جماهيرية كبيرة وصيتا قاريا وعالميا، وهو قطب من الأقطاب الكروية الثلاثة الكبيرة بالمغرب، إلى جانب منافسيه الوداد والرجاء، ويشتهر النزال الذي يجمعه بهما باسم الكلاسيكو المغربي، وهي أهم المنافسات الرياضية في كرة القدم المغربية والأكثرها شهرة، حيث تجمع أكثر ثلاث نوادي شعبية في المغرب.

## تاريخ النادي

### 1959-1958: التأسيس وأول موسم
تأسس نادي الجيش الملكي لكرة القدم في 1 سبتمبر 1958 بمبادرة من ولي العهد آنذاك مولاي الحسن القائد الأعلى للقوات المسلحة الملكية المغربية، الذي كان من محبي كرة القدم، والذي كان يطمح لخلق فريق مغربي نخبوي يكون منتخبا عسكريا وقاعدة للمنتخب المغربي، خاصة بعد التواضع الكبير الذي أظهره هذا الأخير منذ فجر الاستقلال، فبدأ العمل قبل بداية منافسات كأس العالم 1958 على إعداد فريق يضم أجود العناصر العسكرية، وذلك بالتنقيب عن اللاعبين الموهوبين الممارسين أو الذين سبق لهم ممارسة كرة القدم في إحدى الأندية، من ضمن المنخرطين في القوات المسلحة الملكية المغربية، على غرار الفرق العسكرية بأوروبا الشرقية وآسيا، المهمة التي كلف بها المدرب محمد أنور المعروف بالشتوكي، الذي كان أول مدرب ولاعب للجيش الملكي في الوقت نفسه، والعمل معهم على تطوير جميع المستويات (المستوى الفني، اللياقة، التنظيم، الروح الرياضية..) للحصول على فريق تنافسي ومتكامل، يكون نموذجا محترفا لباقي الفرق، ونواة أساسية للمنتخب المغربي، وتطلب ذلك أشهراً من التداريب الشاقة وخوض المباريات الإعدادية أمام كل من الفتح الرياضي والاتحاد البيضاوي وفرق أخرى، قبل دخول المنافسات الرسمية.
ودخل الفريق العسكري غمار منافسة القسم الثاني بعدما تقرر حل فريق أمل مراكش، فكان لابد من تعويضه بفريق آخر، فقُدم التماس إلى الجامعة الملكية لكرة القدم لتسجيل الفريق العسكري ببطولة القسم الثاني، الذي قوبل باعتراض جمعية سلا، فتم إقامة مباراتان للسد بين الجيش الملكي وجمعية سلا سنة 1958، وانتهتا بفوز الجيش بهدف لصفر ذهابا وإيابا بالملعب البلدي في القنيطرة، ليعوض الفريق العسكري فريق أمل مراكش بالقسم الثاني، وكانت أول مقابلة رسمية للفريق بالقسم الثاني ضد فريق اتحاد أسفي بملعب السطاد المغربي، وانتهت بتفوق العساكر ب 4-1، وكان الجيش يضم حينها كل من الحارس حسني بنسليمان وبناصر وبوطاهر والشتوكي ومختطف وعزوز والعميد الزموري ومصطفى والعماري وزناية وبلمجدوب، وكان الظهير الأيسر عزوز بلفايدة من سجل أول هدف رسمي للفريق في الدقيقة الرابعة من المباراة، تلاها هدف الحسين الزموري ثم عبد القادر مختطف بهدفين، وكلها بالشوط الأول.

### 1971-1959: الكتيبة الذهبية مع كليزو

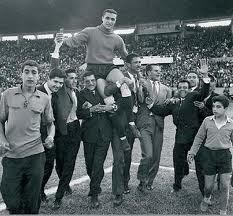
حسني بنسليمان أول حارس للفريق بعد الفوز بأول لقب لكأس العرش 1958-59

لم ينتظر الجيش الملكي بقيادة غي كليزو مرور السنوات كي يبرز أحقيته في اللعب بالقسم الأول، لكن قبل ذلك وفي أقل من أربعة أشهر من تأسيسه فاز بأول ألقابه بمسابقة كأس العرش لموسم 1958-59 وهو يزاول بالقسم الثاني،
بعد أن أزاح الوداد البيضاوي بالملعب الشرفي ونجم الشباب بنفس النتيجة 1-0، ويدك شباك الفتح في مباراة النصف بثلاث أهداف لهدف، ويحسم اللقب بعد الإطاحة بفريق المولودية الوجدية حامل اللقب، بهدف لصفر من توقيع العميد الحسين الزموري بالدقيقة 18 من المباراة، التي شهدت حضور الملك محمد الخامس وولي العهد الحسن الثاني بالملعب الشرفي بالدار البيضاء.
بعدها حقق الصعود في نهاية الموسم، باحتلاله المركز الأول بفارق 12 نقطة عن مطارده، بالفوز في 22 مباراة وهزيمة واحدة لا غير أمام «سناك» البيضاوي، إلا أن الجيش فاز في هذه المباراة بالقلم.
ولعبت مباراة السد تحت الأضواء الكاشفة ولأول مرة بالمغرب، بين الجيش الملكي وشباب العرائش سنة 1959 بالملعب الشرفي بالبيضاء، وانتهى وقت المباراة الأصلي بصفر لمثله، قبل أن يحسم الجيش الصعود من القسم الثاني شطر الجنوب بهدف في الشوط الإضافي الثاني.
وفي نهاية الموسم أهديت للاعبين رحلة خارج أرض الوطن، لما قدموه من مجهودات طيلة السنة، وتتويجهم بأول لقب في مسيرتهم، ليكتشفوا كرة القدم بمستواها الدولي العالي، حيث استهل الفريق الرحلة عبر الطائرة إلى مدريد ثم باريس ثم شتوتغارت بألمانيا، وفاز وديا على منتخب جبل طارق بخمسة أهداف لهدف.
وتم إنشاء أول مدرسة لكرة القدم للفريق تحت إشراف المدرب الفرنسي غي كليزو، الذي أدخل وطوّر عدة نظريات في مجال التدريب، وهو ما ميّز الفريق العسكري عن غيره من الفرق الأخرى لقرابة 30 سنة فيما بعد، كالقوة البدنية والانضباط التكتيكي وبناء الهجمات من الخلف.
لم تشفع انطلاقة الجيش الملكي الجيدة في حصد ثاني لقب له في أقل من سنتين، بسبب حرمانه من لقب موسم 1959-1960 المستحق، الموسم الذي عرف جدلا كبيرا في آخر الموسم بعد أن إنسحبت حسنية أكادير بسبب الزلزال الذي ضرب مدينة أكادير، فقررت الجامعة إلغاء كل نتائج هذا الأخير لينقلب ترتيب الدوري، فبإحتساب نتائج الحسنية كان الجيش الملكي متصدرا ب 57 نقطة متبوعا بالوداد ثانيا ب 56 نقطة والرجاء ثالثا ب 55 نقطة، ولأن الجيش كان قد فاز ذهابا بميدانه على الحسنية 2-1، فيما إنهزمت الرجاء والقنيطرة بنتيجة 3-1 بميدانهما أمام الحسنية، تساوت الثلاث أندية في الصدارة بعد إلغاء نتائج الحسنية ب 54 وهي الجيش الملكي والرجاء والقنيطرة، فقررت الجامعة مرة أخرى أن تلعب بطولة ثلاثية بين الفرق الثلاث الأولى التي لها نفس النقاط، فإنسحب الرجاء من المشاركة، فتحولت البطولة إلى مباراة السد بين الجيش الملكي والنادي القنيطري. حيث فاز النادي القنيطرة بالمباراة وحصل على اللقب بينما إحتل الجيش الملكي المركز الثاني.
وبعدها بدأ الجيش الملكي بقيادة مدربه الفرنسي كليزو ونجومه الكبار الهيمنة على مسابقة الدوري بإحرازه أربعة ألقاب، وكان أول لقاء للفريق مع لقب البطولة في موسم 1960-61، واستمرت السيطرة على لقب البطولة لأربع مواسم متتالية إلى غاية سنة 1964 كرقم قياسي جديد.
وعرف موسم 1964–65 أخطاءا متكررة للتحكيم، وكان لقاء الماص النقطة التي أفاضت الكأس بتحكيم كارثي أثّر مباشرة على نتيجة اللقاء وعلى مصير لقب البطولة بحكم أن الهزيمة كانت أمام المطارد المباشر 0-3 بالميدان، لتنتهي المباراة بشجار بين اللاعبين والحكم، لتتخذ الجامعة الملكية المغربية لكرة القدم قرارا بإيقاف الفريق لموسم كامل وبالتالي عدم المشاركة في البطولة والكأس للموسم الموالي 1965–66.
فقضى الفريق العسكري موسما أبيض بعيدا عن الملاعب المحلية، إلا أنه لم ينقطع عن التباري، إذ فضّل خوض مباريات دولية ضد فرق ومنتخبات عالمية للحفاظ على التنافسية.
فخاض قرابة 50 مباراة دولية في موسم واحد أمام فرق ومنتخبات عالمية في مختلف الدول الأوربية كإسبانيا وفرنسا وروسيا، من بينها قاديس وويلفا وكلومبينو ومنتخب جبل طارق، وأبرزها ضد برشلونة بالكامب نو يوم 25 دجنبر 1966، والتي إنتهت لصالح أصحاب الأرض بنتيجة أربعة أهداف لصفر ، فيما نجحوا بانتزاع التعادل أمام اتليتيكو مدريد بمباراة إحتفالية بملعب ملعب ميتروبوليتانو دي مدريد يوم 23 أكتوبر 1965، بنتيجة 2-2 من توقيع النجار والبوخاري، قبل أن يزور الفريق الاتحاد السوفياتي في رحلتين، الرحلة الأولى انتزع التعادل أمام زينيت بملعب ملعب بتروفسكي يوم 22 شتنبر 1965 بنتيجة 1-1 من توقيع المختطف، وفي الرحلة الثانية تعثر أمام منتخب الاتحاد السوفيتي بالملعب المركزي بكييف يوم 26 شتنبر 1965 بنتيجة 0-3، فيما تعادل الفريق أمام دينامو موسكو 1-1 من توقيع مصطفى وشن. 
عاد الجيش الملكي إلى أجواء التباري بالبطولة، بعد موسمه الأبيض، دون أن يؤثر ذلك على مستواه الفني، بل ازداد قوة ومناعة، كما تحسنت ظروف اللاعبين وإقاماتهم.
ولأن الجيش الملكي اعتبر في فترة الستينات أحد أقوى الأندية الوطنية وأكثرها احترافا، توّج بلقبين آخرين مباشرة بعد استئناف نشاطه بالبطولة سنة 1967 و 1968، حيث كان الجيش يضم خيرة اللاعبين يتقدمهم باموس والجيلالي فاضيلي والحارس بن جيلالي وبنعمر وعلال ومكي وعمار ومختطف وزناية، علما أن سبعة لاعبين منهم يلعبون للمنتخب الوطني في تلك الفترة، وفي نهاية هذا العقد وبالضبط موسم 1969-70 حمل إدريس باموس عميد فريق الجيش الملكي والمنتخب المغربي آنذاك لقب البطولة السابع له في عقد الستينات.

وفي نفس هذه الفترة وبالضبط في بداية الستينات سيطر العساكر كذلك على لقب كأس السوبر المغربي ثلاث مرات متتالية بعد أن حاز النسخة الأولى لسنة 1959 والتي لعبت على ملعب فيليب بالدار البيضاء، وانتصر الجيش الملكي خلالها على نادي نجم الشباب البيضاوي بهدفين لصفر.
وبعد انقطاع المسابقة لموسم واحد، عاد الجيش ليفوز بالنسخة الثانية من الكأس سنة 1960-61 والتي جرت بالرباط، بهدف دون رد على حساب النادي القنيطري.
وفي النسخة الثالثة لموسم 1961-62 التي دارت اطوارها بالقنيطرة آل الانتصار للجيش على حساب المولودية الوجدية بنتيجة 5 مقابل 3.
أما النسخة الرابعة والأخيرة له لموسم 1962-63 من كأس السوبر فقد تفوق الجيش على الكوكب المراكشي بنتيجة 4 مقابل 1.
ودوليا وبنفس الحقبة حظي فريق الجيش الملكي بشرف المشاركة في أول نسخة من كأس الملك محمد الخامس سنة 1962، بعدما فاز بلقب الدوري لنفس السنة، واحتل المرتبة الثالثة، بعد أن انتهت مباراة النصف بفوز فريق نادي ستاد ريمس الفرنسي بخماسية، فيما دارت مقابلة الترتيب يوم 26 غشت بمركب محمد الخامس بين الجيش الملكي ونظيره ريال مدريد الإسباني بطل أوروبا 5 مرات آنذاك والفائز بالليغا، حيث حضر بكل نجومه آنذاك كاللاعب ألفريدو دي ستيفانو وفيرينتس بوشكاش وخوسيه سانتاماريا، وقد انتهت هذه المباراة التاريخية بفوز رفقاء العميد المكي بنتيجة 4-3 وسجّل للجيش الملكي اللاعب مخلص هدف في الدقيقة 50، فيما دون اللاعب مختطف اسمه بثلاثية مدوية في الدقائق 19 و 49 و 79، وبهذه النتيجة أصبح الفريق العسكري أول فريق عربي وإفريقي يفوز على نادي القرن 20.
وفي خامس مشاركة استطاع الفريق العسكري أن يصل لنهائي كأس محمد الخامس للمرة الأولى سنة 1967 حين أزاح في دور النصف النهائي فريق دوكلا براغ من التشيك بنتيجة 1-0، ليواجه بالنهائي سيسكا صوفيا البلغاري، والذي فاز باللقب على حساب الفريق العسكري بصعوبة بالغة بنتيجة 1-0.
وعاد الفريق العسكري ليصل لنهائي كأس محمد الخامس لسنة 1970 للمرة الثانية، بعدما أزاح في الدور النصف نهائي فريق ستاندارد لييج البلجيكي بنتيجة 1-0، المواجهة التي أجريت بمركب محمد الخامس، ليمر للنهائي الذي لعب بمركب محمد الخامس حيث واجه العملاق الإسباني أتليتيكو مدريد، ليفوز هذا الأخير بنتيجة 4-1، والتي لم تعكس المستوى الكبير الذي قدمه الفريق العسكري.
لقب الجيش الملكي بفاتح الأدغال الأفريقية، فكان أول فريق مغربي يشارك بالمسابقات الأفريقية برسم كأس أفريقيا للأندية البطلة 1968، بعد فوزه بالدوري لنفس السنة، وفاز بأول مباراة له وللأندية المغربية قاريا على حساب دياراف السنغالي بالملعب الشرفي بالدار البيضاء بنتيجة 2-0 من توقيع باموس ومولاي إدريس، وعاد ليفوز إيابا على نفس الفريق بملعب ديمبا ديوب بدكار بهدف نظيف للاعب مولاي إدريس، ليمر لمواجهة ستشينرى ستورز النيجيري وتفوق عليه ذهابا بهدف اللاعب مختطف، الذي مكن العساكر من العبور بعد الخسارة إيابا بملعب أونيكان بمدينة لاغوس بهدفين مقابل هدف وقعه اللاعب خليفة، بعدها استطاع العساكر العبور إلى دور النصف النهائي من كأس افريقيا للأندية البطلة في أول مشاركة لهم، فواجهوا فريق تي بي مازيمبي الكونغولي حامل اللقب، وانتهت مباراة الذهاب بالعاصمة الكنغولية كينشاسا بالتعادل 1-1 سجل إبراهيم للجيش، بينما انتهت مباراة الإياب بالملعب الشرفي بالدار البيضاء بنتيجة مفاجئة بتفوق الفريق الكونغولي ب 1-3.
ومع بداية عقد السبعينات وبالضبط سنة 1971، وبعد غياب دام 11 سنة، أحرز الفريق العسكري رفقة مدربه الإسباني سابينو باريناغا اللقب الثاني لكأس العرش على حساب المغرب الفاسي، بعدما انتهى اللقاء بالتعادل السلبي، وانتهت الأشواط الإضافية بهدف لمثله، ليحتكم الفريقان إلى ضربات الجزاء التي انتهت لصالح العساكر بنتيجة 9-8، والتي عرفت تألّق الحارس علال بنقصو الذي سجل الضربة الأخيرة، في مبارات هتشكوكية دامت قرابة 3 ساعات من اللعب.
ولطالما كان الفريق العسكري بوابة لحمل قميص المنتخب، حيث حمل عديد من لاعبي الفريق، القميص المغربي في مجموعة من المحطات الجهوية والقارية والدولية، منها إقصائية ونهائيات، أبرزها نهائيات كأس العالم 1970 بالمكسيك، التي كانت أكبر حضور من لاعبي الجيش الملكي وهم، الحارس علال بن قصو، والمدافعين عبد الله العمراني، والجيلالي الفاضيلي، وعبد القادر الخياطي، ومتوسطا الميدان العميد إدريس باموس، وموهوب الغزواني.

### 1983-1972: مرحلة تعثرات
مع بداية السبعينات، خفت بريق الجيش الملكي رغم توفره على عدة لاعبين متميزين، حيث فشل الفريق العسكري في الحفاظ على نتائجه الإيجابية، ودخل في مرحلة فراغ استمرت 12 سنة تجرع خلالها المرارة والانتكاسات، رغم أن الفريق العسكري كان يمتلك لاعبين مجربين ومواهب عديدة لكن لم تستغل للفوز بالألقاب خلال هذه السنوات.
ويعزو هذا التراجع بداية السبعينات إلى تعاقب 6 مدربين على الفريق في الثلاث سنوات الأولى، من قبيل اليوغوسلافي فيدينيتش ومحمد العماري وعمار وباموس والبرازيلي انول والإسباني بارينكا، قبل عودة الفرنسي كليزو سنة 1974، الفترة التي عرفت بداية انتداب المدنيين للفريق فبدأ رحلة تكوين فريق شاب قوي، والذي سيصبح فيما بعد النواة الأولى لجيل الثمانينات الذي حصد الأخضر واليابس، قبل أن يجبره المرض على الابتعاد سنة 1980، في هذه السنة أحرز إدريس واديش لقب هداف البطولة كأول لاعب عسكري يحرز هذا اللقب ، وفي هذه المرحلة أيضا عرف الجيش الملكي تعزيزات في صفوفه، بعد الاستعانة بخدمات لاعبين جدد من أبرزهم حمادي حميدوش وبوجمعة بنخريف.
في المقابل شارك مجموعة من لاعبي الفريق صحبة المنتخب الوطني المشارك لأول مرة في نهائيات أمم إفريقيا بالكامرون سنة 1972، وهم علال بن قصو، وبختي خليفة، وعبد القادر الخياطي، وعبد الله العمراني، وموهوب الغزواني، وكذلك الألعاب الأولمبية ميونيخ في نفس السنة، وشارك نفس الأسماء باستثناء المدافع عبد القادر الخياطي الذي عوّضه متوسط الميدان عبد العالي الزهراوي، وكذلك في دورة ألعاب البحر المتوسط بالمغرب 1983، والتي فاز بها المغرب وعرفت مشاركة لاعبي الفريق الموهوبين وصغار السن آنذاك كمحمد التيمومي، عبد المجيد اللمريس، لحسن الوداني، أحمد الرموكي، وحليم.

### 1991-1983: عودة الهيمنة المحلية والتوهج القاري
بعد العمل الكبير الذي قام به كليزو في أواخر السبعينات، بزغ جيل ذهبي آخر يحاكي الجيل الأول للستينات، ومع نجوم كبار ك محمد التيمومي وسعد دحان ولحسن واداني وحمو فاضيلي وحسين لحسن، وباقي اللاعبين الموهوبين، بقيادة المدرب البرازيلي المهدي فاريا، والذي كانت سيرته
الفريدة من نوعها قبل قدومه للمغرب، بالانتصارات المتثالية التي حققها بالبرازيل، وفهم عقلية لاعبيه وإتقان التواصل معهم، والتأقلم بسرعة مع خاصياتهم والتجاوب مع قدراتهم الذهنية قبل البدنية، خاصة صنف الشباب والهواة، بسبب طول فترة اشتغاله معهم، إلى جانب نجاحه مع الفريق القطري للشباب في الوصول إلى المباراة النهائية لكأس العالم للشباب، كلها أسباب متعددة أطالت مقامه بالمغرب بإيعاز من الحسن الثاني الذي أعجب بالمدربين البرازيليين على غرار المدرب البرازيلي للمنتخب المغربي ماريو ترافاليني الذي عينه بنفسه كذلك، لهدف واحد وهو بلوغ المنتخب نهائيات كأس العالم 1986.
وكانت المفاوضات ستؤول للفشل في البداية قبل أن يغير فاريا رأيه بالبقاء في المغرب، بعد أن شاهد مباراة المنتخب المغربي وفريق باريس سان جيرمان بمناسبة افتتاح مركب الأمير مولاي عبد الله، وأخد فكرة عن اللاعبين المغاربة فاشترط تدريب المنتخب المغربي أيضا، وتابع فوز الجيش الملكي على الدفاع الجديدي، بقيادة عزوز بلفايدة في أول مباراة له كمدرب مؤقت، ليقرر فاريا الاحتفاظ به كمدرب مساعد، فيما اختار جورفان فييرا وسيباستيان وسيلسو معدين بدنيين.
شرع فريق الجيش الملكي في انتداب لاعبين جدد من أجل ملئ بعض الثغرات في بنيته بعد رحيل بعض اللاعبين كبختي خليفة والتنيوني، باستقطاب لاعبين شباب مثل عبد السلام الغريسي وشيشا والرموكي ولمريس.
ساهم هؤلاء في عودة صحوة الجيش إلى الواجهة مجددا، بعدما خفت بريقه لمدة 12 سنة لم يحقق فيها أي لقب. وكانت الثمرة الأولى تتويج الجيش الملكي بالازدواجية سنة 1984 . بعد أن حقق الفريق الأهم بفوزه بلقبي البطولة وكأس العرش رغم المدة القصيرة، التي قضاها فاريا على رأس الطاقم التقني، ولم يكن ليتحقق ذلك لولا جديته وانضباطه وانسجامه بسرعة مع مكونات الجيش الملكي، وكذلك تغيير أسلوب لعب الفريق الذي عرف به منذ التأسيس بنهج أسلوب الإستحواذ على الكرة لدفع الخصوم وإجبارهم على الركض، إضافة إلى علاقته الوطيدة بجميع اللاعبين والتي كان يغلب عليها الجانب الإنساني، إذ كان في كثير من الأحيان يضطر إلى صرف رواتب اللاعبين من ماله الخاص، أو يمنحهم مكافآت نظير تألّقهم. 
دخل فريق الجيش الملكي غمار المسابقة الإفريقية، بعد فوزه بلقب البطولة، بمشاركته بكأس أفريقيا للأندية البطلة 1985، فدخل التاريخ من بابه الواسع كأول فريق مغربي يحرز لقبا قاريا، فكان المغاربة جد فخورين بناديهم الذي استطاع قهر أعتد الفرق الأفريقية آنذاك كفريق الزمالك المصري حامل اللقب، وفي هذه الحقبة كان 8 لاعبين من فريق الجيش الملكي يمثلون المنتخب المغربي أيضا كالتيمومي، حسينة، خيري، هيدامو، لمريس، الفاضيلي، وأحميد، بالإضافة للمدرب فاريا الذي ظل مزاوجا بين مهمتي تدريب الجيش الملكي والمنتخب المغربي ونجح في ذلك وصنع تاريخا ذهبيا، وبفعل خبرة هؤلاء اللاعبين وكفائة المدرب والدعم الكبير الذي قدمه الجمهور، وصل فريق الجيش الملكي إلى نصف نهاية دوري أبطال أفريقيا للمرة الثانية في تاريخه حيث واجه فريق الزمالك المصري وكان لقاء الذهاب قد انتهى بنتيجة 1-0 من ضربة جزاء لصالح المصريين بالقاهرة، وسجلت نفس النتيجة بالرباط من ضربة جزاء نفذها شيشا قبل أن تحسم المقابلة بضربات الترجيح (4-3) التي عرفت تألق الحارس صلاح الدين حميد، الذي أهدى التأهل للفريق إلى الدور النهائي بتصديه لضربتي جزاء، ولم تكتمل الفرحة بعد إصابة محمد التيمومي بكسر كان مقصودا. فواجه فريق الجيش الملكي في النهائي فريق بيليما بطل الكونغو الديموقراطية (الزايير سابقا)، ورغم غيار التيمومي والغريسي للإصابة انتهت مباراة الذهاب بالرباط بفوز كبير للفريق العسكري بنتيجة 5-2 سجلت منها ثلاث أهداف بالشوط الأول، من توقيع كل من خيري وشيشا هدف وهدفين لنجم اللقاء هيدامو، فيما عرف الشوط التاني تسجيل الهدف الخامس من توقيع حليم، بينما انتهت مباراة الإياب بالزايير بالتعادل 1-1، الهدف الذي كان من توقيع اللاعب هيدامو، ليهدي فريق الجيش الملكي المغرب أول لقب قاري على مستوى الأندية الوطنية، فيما توج محمد التيمومي بجائزة الكرة الذهبية لأفضل لاعب أفريقي 1985،  وبعد هذا النجاح التاريخي أصر الملك الحسن الثاني على استقبال الفريق العسكري بمقر إقامته بضاحية العاصمة الفرنسية باريس بعد هذا التتويج الإفريقي الأول من نوعه، وبعد يومين توجهت البعثة العسكرية بطائرة مباشرة إلى فرنسا، حيث تلقى اللاعبون وباقي أعضاء الفريق تهنئة إستثنائية من الملك الحسن الثاني.
بعدها أحرز الفريق العسكري لقبه الثاني تواليا لكأس العرش بفس السنة 1985، على حساب الدفاع الحسني الجديدي بنتيجة 3-0 ، قبل أن يكرر نفس الإنجاز سنة 1986 بإحرازه الكأس الثالثة تواليا، على حساب الدفاع الحسني الجديدي مرة أخرى بنتيجة 3-1 ، وبهذه الألقاب الثلات المتتالية أصبح الجيش الملكي ثاني فريق ينال شرف الاحتفاظ بالكأس في خزانته بعد الكوكب المراكشي، لأن قانون المسابقة يمنح للفائز باللقب ثلاث مرات متتالية شرف الاحتفاظ بالكأس الفضية نهائيا.
وعرفت مباراة نهائي الكأس الأفروآسيوية للأندية 1986، في أول نسخة له والتي أقيمت بالرياض في يناير 1987، بين الجيش الملكي بطل أفريقيا ونادي بوسان أي بارك الكوري الجنوبي بطل أسيا، فوز هذا الأخير بهدفين لصفر.
وتواصلت مسيرة الجيش الملكي القارية بوصوله لدور الربع نهائي من دوري أبطال أفريقيا 1986، حيث واجه فريق كانون ياوندي الكاميروني وانتهت مقابلة الذهاب بالعاصمة الكاميرونية ياوندي بتقدم المحليين بهدفين لصفر المباراة التي عرفت انحيازا كبيرا لحكم المباراة، فيما انتهت مقابلة الإياب بالرباط بفوز الجيش الملكي بهدف وحيد من توقيع عبد المالك العزيز الهدف الذي لم يكن كافيا لتأهل الفريق العسكري للنصف.
وبعدها عانق فريق الجيش الملكي لقب البطولة للمرة الثانية مع فاريا سنة 1987، وسنة 1989 مع الأرجنتيني أنجلينو، ليكون الفريق العسكري أول من يضع النجمة الذهبية لقميصه والتي تعني الحصول على 10 بطولات.
وفي سنة 1987 دخل الجيش الملكي غمار أول مشاركة له بكأس الكؤوس الأفريقية حيث بصم على مشوار جيد وصل به إلى دور الربع نهائي والذي واجه فيه فريق النجم الرياضي الساحلي التونسي، وانتهت مباراة الذهاب بالرباط بفوز العساكر بهدف لصفر بينها آلت مباراة الإياب للفريق التونسي بتلاثة أهداف لواحد، ليخرج الفريق العسكري من دور الربع.
وواصل هذا الجيل جولته القارية بوصوله إلى دور النصف النهائي دوري أبطال أفريقيا 1988 للمرة التالثة في تاريخ الفريق، حيث واجه العساكر فريق هيرتلاند النيجيري وانتهت مباراة الذهاب بنيجيريا بفوز أصحاب الأرض بنتيجة 4-1، وسجلت نفس النتيجة بمباراة الإياب بالرباط لصالح الجيش الملكي، ليحتكم الفريقان إلى ضربات الترجيح التي عرفت تفوق الفريق النيجيري، ليضيع الجيش الملكي فرصة ثالثة للوصول إلى النهائي.
وعاد كليزو للدخول بالفريق لمرحلة أخرى بالإشراف على خلق مدرسة للتكوين الأولى من نوعها بالمغرب والتي تعتمد منهاج دراسة ورياضة سنة 1987، هذه المدرسة التي فرخت أسماءا كبيرة وموهوبة قادة الفريق في حقبة التسعينات كالعميد الحسين أوشلا والحارس عبد القادر البرازي وعزيز الصمدي وعبد الكريم الحضريوي ومحسن بوهلال.
فيما استمرت تمثيلية الفريق العسكري المهمة بالمنتخب الوطني في هاته الحقبة، بمشاركة عدد من لاعبيه في أولمبياد لوس أنجوليس 1984، الألعاب العربية بالمغرب 1985، نهائيات أمم إفريقيا بمصر 1986، نهائيات كأس العالم بالمكسيك 1986، وتوقيع خيري لهدفين ضد البرتغال والمرور للدور الثاني، نهائيات أمم إفريقيا 1988 بالمغرب، إقصائيات كأس العالم 1990.

### 2002-1992: ألقاب مهدورة
عرف الفريق العسكري في هذه الفترة بعض التغييرات بعد مغادرة واعتزال عدد من نجوم الفريق، وتعويضهم بلاعبين شباب من أبناء الفريق، نظير محسن بوهلال وعزيز الصمدي والحارس عبد القادر البرازي وعبد الكريم الحضريوي، ممن تسلموا المشعل في أواخر الثمانينات وبداية التسعينات، وما واكب هذا التغيير الدخول في مرحلة فراغ وأيضا غياب الإستقرار التقني، لتضيع العديد من الألقاب، خاصة نهائيي كأس العرش سنتي 1996 و1998، ونهائي كأس الكؤوس الأفريقية سنة 1997، حين واجه فريق الجيش الملكي في النهائي فريق نجم الساحل التونسي، وانتهت مباراة الذهاب بمدينة سوسة التونسية بفوز الفريق المحلي ب 2-0 والتي كان بطلها الحكم السنغالي فالا ندوي، ورغم اللقاء الأكثر من رائع الذي قدمه الجيش الملكي في مباراة الإياب بالرباط وتفوقه بنتيجة 1-0 لم تشفع له للفوز باللقب.
أنصفت الكرة أخيرا هذا الجيل، فأحرز الفريق لقبه السادس لكأس العرش سنة 1999، على حساب شباب المحمدية وكان هدف الفوز الوحيد من إمضاء اللاعب محمد أرمومن.
وفي سنة 1999 تابع الجيش الملكي حضوره الأفريقي بالمشاركة بكأس الكؤوس الأفريقية حين وصل لدور الربع نهائي حيث واجه فريق أفريكا سبور الإفواري وانتهت مباراة الذهاب بالرباط بنتيجة التعادل 1-1، فيما آلت نتيجة الإياب بأبيدجان لأصحاب الأرض بهدف وحيد.
وعاد الجيش الملكي مرة أخرى ليخرج من دور الربع كأس الكؤوس الأفريقية 2000 فكان خروجه هذه المرة ضد فريق سانت لويزيان وانتهت مباراة الذهاب بالرباط بالتعادل 1-1، فيما انتهت مباراة الإياب بالجزيرة الفرنسية لاريونيون بنفس النتيجة ليحتكم الفريقان لضربات الحظ التي آلت لأصحاب الأرض ب (5-4)، ليخرج الجيش الملكي من دور الربع للمرة التالثة في هذه المسابقة.
وشارك مجموعة من لاعبي الفريق في هذه الحقبة ضمن المنتخب الوطني في محطات قارية ودولية، أبرزها كأس العالم بأمريكا 1994، وكان لغريسي مسجل والحضريوي ممرر هدف التأهل الوحيد ضد زامبيا، المونديال الذي شارك فيه الحضريوي والصمدي، وشارك من جديد الحضريوي إلى جانب عبد القادر لبرازي في مونديال فرنسا 1998.

### 2009-2002: العودة للسيطرة محليا والتوهج قاريا
بفريق شاب وطموح ومدرب مجرب كمحمد فاخر والمدير التقني العربي كورة وإدارة برآسة القنابي الذي قدم كل الدعم وتم جلب أبرز اللاعبين بالدوري كبوبو وعبد الصادق والجرموني والزروالي وعفوي وعادل السراج، مع الحفاض على ركائز الفريق مثل أرمومن فضلي علي بواب المختاري وبعض أبناء مدرسة كالعميد أوشلا وبندريس ووادوش والعسكري وبعد ذلك الموهبتين الشابتين القديوي وآجدو، كتبوا تاريخا جديدا في القرن الحالي، فأحرز الجيش الملكي كبداية لقبين متتابعين لكأس العرش في مبارتي كلاسيكو على حساب الغريم الوداد البيضاوي، سنة 2003 بهدف لصفر من ضربة رأسية لحفيظ عبد الصادق بتمريرة من أحمد أجدو من ضربة خطأ، وفي نهائي 2004 انتهى اللقاء بالتعادل السلبي والذي استمر إلى الأشواط الإضافية كذلك، ليحتكم إلى ضربات الترجيح التي عرفت تألق الحارس طارق الجرموني لتنتهي المباراة بفوز الجيش بضربات الترجيح 3-0.
وبعد غياب طويل عن لقب البطولة دام 15 موسما، عاد الفريق العسكري ليحصد لقبه 11 بالدوري سنة 2005، في مقابلة تاريخية برسم الدورة 30 والأخيرة من الدوري، بمركب محمد الخامس أمام الرجاء البيضاوي المتصدر بفارق نقطتين، والذي كان يحتاج للتعادل فقط ليتوج باللقب، لكن كان للعساكر رأي أخر وتمكنت كتيبة محمد فاخر من الإطاحة بالرجاء والفوز بثنائية نظيفة من توقيع محمد أرمومن الذي فاز بلقب الهداف أيضا، لينتزع الجيش لقب البطولة من مدينة الدار البيضاء.

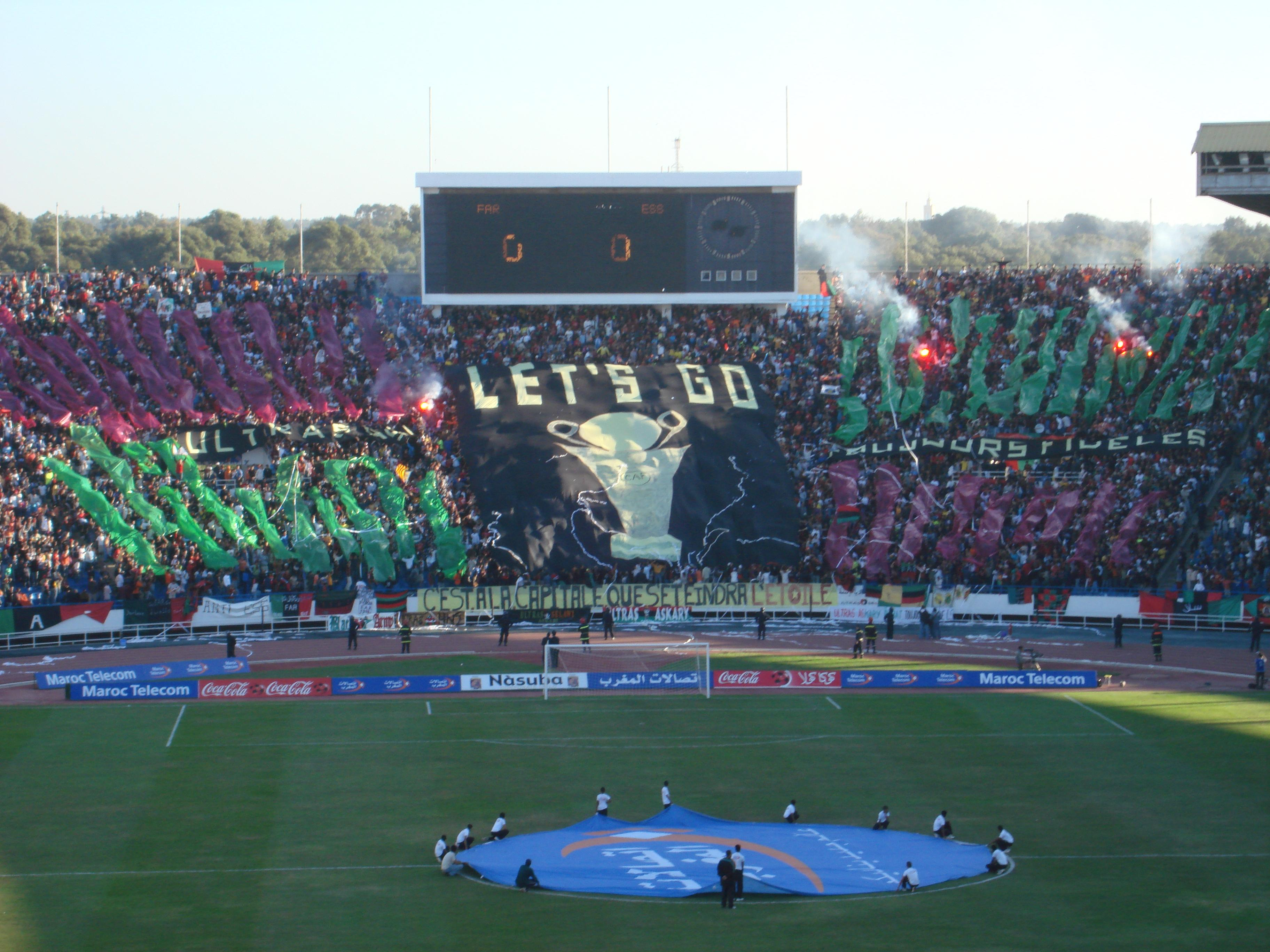
صورة الجمهور العسكري في نهائي كأس الاتحاد الإفريقي سنة 2006 أمام النجم الساحل

وبعد 20 سنة من إحراز اللقب الأفريقي الأول له، أحرز فريق الجيش الملكي لقب كأس الاتحاد الكونفدرالي الأفريقي سنة 2005 بعد أن التغلب في النهائي على فريق دولفين النيجيري، وكان الفريق العسكري قد أزاح في دوري المجموعات كلا من مستقبل المرسى التونسي، وفيلوستارز الغيني، والملك فيصل الغاني، وذلك بعد فوزه في خمس لقاءات وتعادله في لقاء واحد بالمرسى ضد فريقها المحلي.
وآلت نتيجة لقاء ذهاب النهائي للفريق النيجيري بهدف لصفر، فيما عرف لقاء الإياب بالمجمع الرياضي الأمير مولاي عبد الله بالرباط عرسا كرويا كبيرا تجلى في الجمهور العسكري الكبير الذي حج للملعب من جميع المدن المغربية لمؤازرة فريقه، الشيء الذي مكّن أصدقاء أوشلا والفضلي وأجدو والقديوي من الفوز بثلاثة أهداف لصفر، سجل منها حكيم الأجراوي هدف، و عادل السراج هدفين واعتبر نجما للقاء، ففاز الفريق العسكري باللقب الأفريقي الثاني له ومكنت هذا الجيل من محاكاة الجيل الذهبي للثمانينات.
ولعب نهائي السوبر الإفريقي يوم 24 فبراير 2006 بملعب القاهرة الدولي بين الجيش الملكي والأهلي المصري، وانتهت بنتيجة التعادل السلبي في الوقت الأصلي والشوطين الإضافيين، فيما قامت ضربات الحظ بترجيح كفة الفريق المصري الذي تفوق بنتيجة 4 ضربات مقابل 2، بعد تألّق الحارس عصام الحضري، ورغم الأداء الرائع للفريق العسكري الذي أحرج الأهلي بملعبه إلا أنه أدى ضريبة تضييع لاعبيه لمجموعة من الفرص، فيما سُجل أحمد أجدو كرجل للمباراة.
وبعد تعيين محمد فاخر كناخب وطني، جيئ بالفرنسي هنري اسطمبولي، فتمكن الفريق مرة أخرى من الوصول إلى نهائي كأس الاتحاد الكونفدرالي الأفريقي سنة 2006 للمرة الثانية على التوالي والتي واجه بها النجم الرياضي الساحلي التونسي، بحيث انتهت مقابلة ذهاب النهائي بالرباط بنتيجة التعادل الإيجابي 1-1، وانتهت مباراة الإياب بتونس بنتيجة التعادل السلبي 0-0 بين الفريقين، حيث عرفت هذه المباراة احتجاجات كبيرة بعد أن ألغى حكم الوسط هدفا بداعي التسلل، كان من تسجيل علي الجعفري بعد تمريرة رأسية من الحارس طارق الجرموني في آخر أنفاس المباراة، لتعم بعدها فوضى كبيرة في أرضية الملعب تخللها اعتداء شنيع على طبيب الفريق العسكري السابق الزاهي.
وبهذه الترسانة المجربة من اللاعبين فاز العساكر بكأس العرش ثلاث سنوات متتالية للمرة الثانية في تاريخه، لينال شرف الاحتفاظ بالكأس الفضية الثانية للأبد بخزينته في إنجاز غير مسبوق، وتأتى له ذلك بإحرازه الكأس الأولى سنة 2007 بمدينة فاس مع المدرب مصطفى مديح، أمام مفاجأة الموسم آنذاك نادي الرشاد البرنوصي بضربات الترجيح 4-2 بعد انتهاء المباراة بالتعادل الإيجابي 1-1 وقد سجل هدف التعادل للجيش مصطفى العلاوي في الدقيقة 87 من تمريرة مليميترية ليوسف القديوي.

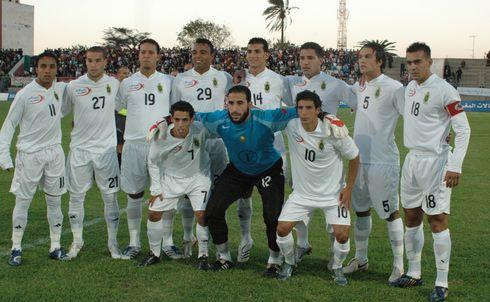
فريق الجيش الملكي موسم 2007-08 والفائز بالثنائية

وموسم 2007-08 أحرز الجيش الملكي ثنائية الدوري والكأس، فأحرز الدوري للمرة 12 مع المدرب مصطفى مديح، قبل عودة المدرب محمد فاخر ليحرز الكأس الثالتة له، والثانية للفريق تواليا، وكانت على حساب المغرب الفاسي بهدف دون رد من توقيع النجم جواد وادوش.
وحصد الفريق لقبه الثالت تواليا في الكأس سنة 2009 مع المدرب البلجيكي والتر مويس، ضد الفتح الرباطي المقابلة التي احتكمت لضربات الترجيح، بعدما نهاية المباراة بالتعادل الإيجابي والفتح متقدما بهدف لصفر منذ الشوط الأول، إلا ان الاعب جواد وادوش أراده لقبا عسكريا خامسا له مع العساكر كرقم قياسي فردي ولقبا ثالثا على التوالي للجيش بتسجيله لهدف التعادل في الدقيقة 88 من اللقاء، ليحتكم الفريقين لضربات الترجيح، ليفوز الجيش باللقب 11 في تاريخه.

## شعار وزي النادي

### الشعار
- إضافة النجمة الذهبية الأولى لشعار النادي، والتي يتم منحها لكل نادي يفوز بعشر بطولات للدوري، وكان الجيش أول من يضيفها لقميصه سنة 1989.

### القميص
توفر شركة الملابس الرياضية أولسبورت الألمانية قميص النادي منذ صيف 2023.

### الألوان

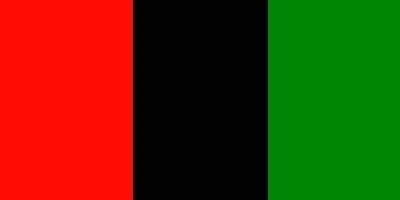
ألوان النادي الثلاث : أحمر، أسود، وأخضر

#### الشركات الراعية للقميص
| الشركة الراعية | الفترة    |
| -------------- | --------- |
| أديداس         | 1976–1989 |
| Olympic        | 1990–1996 |
| ريبوك          | 1997–2000 |
| أديداس         | 2001–2005 |
| كابا           | 2006–2008 |
| أولسبورت       | 2009–2013 |
| جوما           | 2014–2016 |
| أولسبورت       | 2017–2018 |
| جوما           | 2019–2021 |
| إيرييا         | 2022–2023 |

## منشآت النادي

### الملعب الرئيسي
يحتضن المجمع الرياضي الأمير مولاي عبد الله، جميع المباريات الرسمية للفريق الجيش الملكي منذ افتتاحه رسميا عام 1983، وهو يقع في الجنوب الغربي للعاصمة الرباط وعلى مقربة من الطريق السريع، وهو ينتمي إلى الجماعة الحضارية للعاصمة الرباط، وهو مجمع متعدد الاختصاصات، ويعتبر معقلا رئيسيا لنادي الجيش الملكي، وكان شاهدا على أغلب الألقاب التي فاز بها الفريق العسكري.
يعد المجمع معلمة رياضية بحيث يتوفر على أحدث الأجهزة والمرافق وهو أكبر الملاعب المغربية، حيث يتوفر على 53300 مقعد منها 5000 خاصة بوسائل الإعلام و 1500 لكبار الشخصيات و 150 مقعد خاصة بالمعاقين كما أن 25000 مقعد مغطّى بالكامل بالإضافة إلى مرافق صحية وقاعات للاجتماعات. وكذلك قاعة مغطاة تحتضن مباريات باقي فروع الجيش الملكي كفريق كرة السلة والكرة الطائرة.

## إنجازات النادي
يُعد الجيش الملكي أنجح الفرق المغربية عبر التاريخ، حيث أحرز ما مجموعه 31 لقب رسمي.

### ألقاب النادي
|  | البطولات                    | الألقاب | الوصافة | السنوات |
|  | --------------------------- | ------- | ------- | --- |
|  | الدوري المغربي الممتاز      | 13      | 9       | 1960، 1961، 1962، 1963، 1964، 1967، 1968، 1970، 1971، 1984، 1987، 1989، 1991، 2004، 2005، 2006، 2007، 2008، 2013، 2023، 2024، 2025 |
|  | كأس العرش                   | 12      | 6       | 1959، 1971، 1984، 1985، 1986، 1988، 1990، 1996، 1998، 1999، 2003، 2004، 2007، 2008، 2009، 2012، 2020. 2023                         |
|  | كأس السوبر المغربي          | 4       | 4       | 1959، 1961، 1962، 1963، 1964، 1967، 1968، 1971                                                                                     |
|  | دوري الدرجة الثانية         | 1       | -       | 1959 |
|  | دوري أبطال أفريقيا          | 1       | -       | 1985 |
|  | كأس الكونفيدرالية الأفريقية | 1       | 1       | 2005، 2006 |
|  | كأس السوبر الأفريقي         | -       | 1       | 2006 |
|  | كأس الكؤوس الأفريقية        | -       | 1       | 1997 |
|  | الكأس الأفروآسيوية          | -       | 1       | 1986 |
|  | كأس محمد الخامس             | -       | 2       | 1967، 1970 |

- ينفرد بالرقم القياسي
- & رقم قياسي مشترك

### بطولات أخرى
- كأس كوستا ديل سول الدولية (مالقة) (الرابع): 1964.
- كأس كولومبينو (هويلفا) (الرابع): 1968.
- كأس المغرب العربي للأندية الأبطال (الثالث): 1971 .
- كأس المغرب العربي للفائز بالكأس (الثالث): 1972.
- كأس مدينة قرطبة الدولي (الثالث): 1976، 1978.
- كأس سيمانا ديل سول (ماربيا) (البطل): 1977.
- كأس الرئيس بارك (كوريا الجنوبية) (الرابع): 1978.
- كأس أغريكولتورا لا بويبلا مايوركا (الوصيف): 1979.
- كأس مدينة ألمرية (الثالث): 1981.
- كأس مدينة زامورا (الرابع): 1981.
- كأس لوس كارمينيس (غرناطة) (الثالث): 1992.
- البطولة الصيفية المغربية (الثالث): 2008.
- كأس شمال أفريقيا للأندية البطلة (الوصيف): 2008.
- بطولة النخبة الدولية الودية أبها (الثالث): 2008.

## السجل التاريخي للنادي

### محليا بالبطولة والكأس
| الموسم    | الدوري المغربي | كأس العرش  |
| --------- | -------------- | ---------- |
| 1958-1959 | الصعود         | البطل      |
| 1959-1960 | 2              | 1/8 نهائي  |
| 1960-1961 | 1er            | 1/2 نهائي  |
| 1961-1962 | 1er            | 1/16 نهائي |
| 1962-1963 | 1er            | 1/2 نهائي  |
| 1963-1964 | 1er            | 1/4 نهائي  |
| 1964-1965 | 4              | 1/8 نهائي  |
| 1965-1966 | *              | *          |
| 1966-1967 | 1er            | 1/2 نهائي  |
| 1967-1968 | 1er            | 1/4 نهائي  |
| 1968-1969 | 3              | 1/8 نهائي  |
| 1969-1970 | 1er            | 1/8 نهائي  |
| 1970-1971 | 2              | البطل      |
| 1971-1972 | 4              | 1/16 نهائي |
| 1972-1973 | 12             | 1/16 نهائي |
| 1973-1974 | 9              | 1/16 نهائي |
| 1974-1975 | 12             | 1/16 نهائي |
| 1975-1976 | 11             | 1/16 نهائي |
| 1976-1977 | 7              | 1/16 نهائي |
| 1977-1978 | 8              | 1/4 نهائي  |
| 1978-1979 | 9              | 1/8 نهائي  |
| 1979-1980 | 12             | 1/8 نهائي  |
| 1980-1981 | 9              | 1/16 نهائي |
| 1981-1982 | 6              | 1/8 نهائي  |
| 1982-1983 | 7              | 1/16 نهائي |
| 1983-1984 | 1er            | البطل      |
| 1984-1985 | 3              | البطل      |
| 1985-1986 | 3              | البطل      |
| 1986-1987 | 1er            | 1/2 نهائي  |
| 1987-1988 | 3              | الوصيف     |
| 1988-1989 | 1er            | 1/2 نهائي  |
| 1989-1990 | 7              | الوصيف     |
| 1990-1991 | 2              | 1/4 نهائي  |
| 1991-1992 | 6              | 1/4 نهائي  |
| 1992-1993 | 8              | 1/8 نهائي  |
| 1993-1994 | 3              | 1/2 نهائي  |
| 1994-1995 | 4              | 1/16 نهائي |
| 1995-1996 | 6              | الوصيف     |
| 1996-1997 | 7              | 1/8 نهائي  |
| 1997-1998 | 5              | الوصيف     |
| 1998-1999 | 8              | البطل      |
| 1999-2000 | 9              | 1/16 نهائي |
| 2000-2001 | 8              | 1/16 نهائي |
| 2001-2002 | 6              | 1/2 نهائي  |
| 2002-2003 | 9              | البطل      |
| 2003-2004 | 2              | البطل      |
| 2004-2005 | 1er            | 1/8 نهائي  |
| 2005-2006 | 2              | 1/8 نهائي  |
| 2006-2007 | 2              | البطل      |
| 2007-2008 | 1er            | البطل      |
| 2008-2009 | 3              | البطل      |
| 2009-2010 | 7              | 1/8 نهائي  |
| 2010-2011 | 6              | 1/16 نهائي |
| 2011-2012 | 7              | الوصيف     |
| 2012-2013 | 2              | 1/8 نهائي  |
| 2013-2014 | 7              | 1/4 نهائي  |
| 2014-2015 | 11             | 1/8 نهائي  |
| 2015-2016 | 4              | 1/4 نهائي  |
| 2016-2017 | 6              | 1/2 نهائي  |
| 2017-2018 | 8              | 1/16 نهائي |
| 2018-2019 | 14             | 1/8 نهائي  |
| 2019-2020 | 6              | البطل      |
| 2020-2021 | 3              | 1/16 نهائي |
| 2021-2022 | 3              | 1/4 نهائي  |
| 2022-2023 | 1er            | الوصيف     |
| 2023-2024 | 2              | 1/4 نهائي  |
| 2024-2025 | 2              | ..         |

(*) أوقفت الجامعة الملكية المغربية لكرة القدم فريق الجيش الملكي نهاية موسم 1964-65، بعد حدث تشاجر اللاعبين مع الحكم احتجاجا على الأخطاء التحكيمة المؤثرة في نتيجة مباراتهم ضد الماص، وقد لعب بعدها الفريق العديد من المباريات الدولية خارج المغرب.
| الذهبي   | البطل                       |
| الفضي    | الوصيف                      |
| البرونزي | المركز الثالث - نصف النهائي |

#### جرد لتلاثية وثنائيات الفريق
| الثنائية/الثلاثية                                  | المرات | السنوات                   |
| -------------------------------------------------- | ------ | ------------------------- |
| الدوري المغربي وكأس العرش                          | 2      | 1983–84, 2007–08          |
| الدوري المغربي وكأس السوبر المغربي                 | 3      | 1960–61, 1961–62, 1962–63 |
| دوري الدرجة التانية وكأس العرش وكأس السوبر المغربي | 1      | 1958–59                   |
| كأس العرش ودوري أبطال أفريقيا                      | 1      | 1984–85                   |
| الدوري المغربي وكأس الاتحاد الأفريقي               | 1      | 2004–05                   |

### أهم محطات النادي إفريقيا
يعد الجيش الملكي فاتح الأدغال الأفريقية، فكان أول فريق مغربي يشارك بالمسابقات الأفريقية، سنة 1968 لما وصل إلى دور النصف النهائي في أول مشاركة له، وأول فريق مغربي يتوج بلقب أفريقي بالفوز بدوري أبطال أفريقيا سنة 1985، وأول نادي عربي بفوز بكأس الاتحاد الكونفدرالي الأفريقي في نسخته الجديدة سنة 2005، وشارك في عدة مناسبات بالكؤوس الأفريقية، ويعد أيضا أول من حقق الانتصار للأندية المغربية في عدة بلدان أفريقية في تاريخ المسابقات القارية، وهي السنغال، النيجر، غينيا، تونس، ليبيريا، نيجيريا، أفريقيا الوسطى، مالي، غانا، وأنغولا.
- دوري أبطال أفريقيا: 13 مشاركة

1968 - النصف النهائي
1985 - البطل
1986 - الربع النهائي
1988 - النصف النهائي
1990 - الثمن النهائي
2005 - الثمن النهائي
2006 - الثمن النهائي
2007 - دور الثمانية للمجموعات
2008 - الدور التمهيدي
2009 - الدور الأول
2014 - الدور التمهيدي
2024 - الدور الثاني
2024 - ربع النهائي
- كأس الكونفيدرالية الأفريقية: 7 مشاركات

2004 - الثمن النهائي
2005 - البطل
2006 - الوصيف
2010 - الدور الثاني
2013 - الثمن النهائي
2022 - الدور الثاني
2023 - الربع النهائي
- كأس الكؤوس الأفريقية: 5 مشاركات

1987 - الربع النهائي
1997 - الوصيف
1999 - الربع النهائي
2000 - الربع النهائي
2001 - الثمن النهائي
- كأس السوبر الأفريقي: مشاركة واحدة

2006 - الوصيف

#### أرقام حسب كل المسابقة
آخر تحديث 18 أبريل 2025
| المسابقة                    | مواسم | لعب | فاز | تعادل | خسر | سجل | إستقبل | الفارق |
| --------------------------- | ----- | --- | --- | ----- | --- | --- | ------ | ------ |
| دوري أبطال أفريقيا          | 13    | 74  | 31  | 17    | 26  | 116 | 73     | +43    |
| كأس الكونفيدرالية الأفريقية | 7     | 52  | 26  | 16    | 10  | 72  | 37     | +35    |
| كأس الكؤوس الأفريقية        | 5     | 32  | 16  | 6     | 10  | 45  | 27     | +18    |
| كأس السوبر الأفريقي         | 1     | 1   | 0   | 1     | 0   | 0   | 0      | 0      |
| المجموع                     | 26    | 161 | 74أ | 40    | 47  | 236 | 141    | +95    |

أ لم يتم إحتساب الإنتصارات بعد إنسحاب الخصوم

### بعض من المشاركات الدولية للنادي
كأس محمد الخامس:
حضي فريق الجيش الملكي بشرف المشاركة في أول نسخة من كأس الملك محمد الخامس الدولي سنة 1962 وتلت مشاركات النادي إلى أن أصبح هو النادي الأكثر مشاركة بهذه الكأس في 8 مناسبات، وقد كسب الفريق العسكري شهرة عالمية بالإضافة إلى كسب خبرة واسعة عبر الاحتكاك مع ثلة من الفرق الكبيرة بنجومها الدوليين، واستطاع الوصول لنهائي الكأس في مناسبتين لكن لم يكن محضوضا للفوز به سنتي 1967 امام سيسكا صوفيا و 1970 امام أتليتيكو مدريد، وهو صاحب أكبر عدد من الانتصارات في تاريخ المسابقة في أربع مرات وتعادل مرتين إلى جانب أتليتيكو مدريد الإسباني، وسجل كأقوى هجوم ب 20 هدفا من خلال 16 مباراة.

## إحصاءات وأرقام

### إحصاءات
- إحصاءات دقيقة للنادي بالدوري المغربي الممتاز:

| النادي       | النقاط | المواسم | لعب  | فاز | تعادل | خسر | سجل  | استقبل | النسبة | 1º | 2º | 3º | 4º | 5º | 6º | T  | أول مشاركة |
| ------------ | ------ | ------- | ---- | --- | ----- | --- | ---- | ------ | ------ | -- | -- | -- | -- | -- | -- | -- | ---------- |
| الجيش الملكي | 3636   | 64      | 1924 | 764 | 710   | 450 | 2166 | 1538   | +628   | 13 | 8  | 8  | 4  | 1  | 7  | 23 | 1959-1960  |

آخر تحديث 18 غشت 2024

### المباريات

#### أولى المباريات
- أول مباراة بالقسم الثاني:
  - الجيش الملكي 4–1 إتحاد أسفي، 14 شتنبر 1958 دوري الدرجة الثانية 1958-59.
- أول مباراة بكأس العرش:
  - الجيش الملكي 3–2 نادي السطاد المغربي، دور 1/16 كأس العرش 1958-59.
- أول مباراة نهائية :
  - الجيش الملكي 1–0 المولودية الوجدية، 14 دجنبر 1958 نهائي كأس العرش.
- أول نهائي كأس السوبر:
  - الجيش الملكي 2–0 نادي نجم الشباب نهائي كأس السوبر المغربي 1959.
- أول مباراة قارية:
  - الجيش الملكي 2–0 دياراف دكار السنغالي، 17 أبريل 1968 دوري أبطال أفريقيا

### فوز
- أكبر عدد انتصارات في الدوري بموسم الواحد: 20 انتصار موسم 22-23
- أقل عدد انتصارات في الموسم الواحد: 7 انتصارات مواسم (73-74 و 99-00 و 02-03 و 14-15)
- أكبر فوز داخل الميدان:
  - الجيش الملكي 9–0 نادي اتحاد تارودانت، 1/16 كأس العرش 1986
  - الجيش الملكي 8–0 بورتس اوتوريتي الغامبي، دوري أبطال أفريقيا (9 مارس 1985)
  - الجيش الملكي 6–0 رجاء بني ملال، 1/16 كأس العرش 1963
  - الجيش الملكي 6–0 نهضة سطات، الدوري المغربي (1978-79)
  - الجيش الملكي 6–0 نهضة بركان، الدوري المغربي (1984-85)
- أكبر فوز خارج الميدان :
  - شباب الساقية الحمراء 0–5 الجيش الملكي، الدوري المغربي (21 فبرلير 1987)
  - نادي الرجاء الرياضي 0–4 الجيش الملكي، 1/4 نهائي كأس العرش (1990)
  - النادي الرياضي البنزرتي 1–4 الجيش الملكي، دوري أبطال أفريقيا (1 ماي 1985)
  - نادي الرجاء الرياضي 1–4 الجيش الملكي، الدوري المغربي (11 ماي 2016)
  - نادي النهضة البركانية 1–4 الجيش الملكي، الدوري المغربي (11 ماي 2023)
- أكبر فوز وديا :
  - الجيش الملكي 9–0 نادي الرجاء الرياضي، (10 أكتوبر 2007)

### الهزائم
- أكبر عدد هزائم في الدوري في موسم واحد : 12 هزيمة مواسم (75-76 و 77-78 و 79-80 و 98-99)
- أقل عدد هزائم في الدوري في موسم واحد : هزيمتين مواسم (62-63 و 86-87 و 03-04 و 04-05 و 12-13)
- أكبر هزيمة داخل الميدان :
  - الجيش الملكي 0–6 الكوكب المراكشي الدوري المغربي (1990-91)

### التعادلات
- أكبر عدد تعادلات في الدوري في موسم واحد : 19 تعادلا موسم 85-86.
- أقل عدد تعادلات في الدوري في موسم واحد : 5 تعادلات موسم 77-78.

### النقاط
- أكبر عدد نقاط في موسم واحد : 89 نقطة موسم 85-86.
- أقل عدد نقاط في موسم واحد : 33 نقطة موسمي (02-03 و 18-19)

### الأهداف
- أكبر عدد أهداف سجلت في الدوري في موسم واحد : 54 هدف موسم 86-87
- أقل عدد أهداف سجلت في الدوري في موسم واحد : 18 هدف موسم 92-93
- أكبر عدد أهداف مستقبلة في الدوري في موسم واحد : 35 هدف مواسم (00-01 و 15-16).
- أقل عدد أهداف مستقبلة في الدوري في موسم واحد : 9 أهداف مواسم (69-70 و 04-05).
- أفضل دفاع في الدوري: الأول ب 16 مرة.
- أفضل هجوم في الدوري: الثالث ب 7 مرات.

### قائمة الهدافين التاريخيين للنادي

#### في الدوري المغربي
يسيطر لاعبو الجيش الملكي على ألقاب هدافي البطولة، إذ يمتلكون أكبر عدد من هذه الألقاب بمجموع 15 مرة، يليهم لاعبو الوداد الرياضي بـ13 مرة.
| الموسم | اللاعب              | الأهداف المسجلة |
| ------ | ------------------- | --------------- |
| 1980   | إدريس واديش         | 14              |
| 1983   | عبد السلام الغريسي  | 14              |
| 1987   | عبد الرزاق خيري     | 12              |
| 1988   | الحسن أنفلوس        | 17              |
| 1990   | عبد السلام الغريسي  | 22              |
| 1991   | الحسن أنفلوس        | 15              |
| 1992   | الحسن أنفلوس        | 11              |
| 1995   | عبد السلام الغريسي  | 15              |
| 2005   | محمد أرمومن         | 12              |
| 2007   | جواد وادوش          | 12              |
| 2008   | عبد الرزاق المناصفي | 13              |
| 2009   | مصطفى العلاوي       | 14              |
| 2011   | جواد وادوش          | 11              |
| 2016   | المهدي النغمي       | 12              |
| 2025   | يوسف الفحلي         | 11              |

#### في دوري أبطال أفريقيا
- أحسن هدافين الفريق في دوري الأبطال في كل المواسم

| الترتيب | اللاعب             | الأهداف المسجلة |
| ------- | ------------------ | --------------- |
| 1       | عبد الرزاق خيري    | 12              |
| 2       | عبد السلام الغريسي | 9               |
| 3       | محمد التيمومي      | 5               |
| 4       | عبد الله هيدامو    | 5               |
| 5       | محمد الوردي (شيشا) | 5               |
| 6       | مصطفى العلاوي      | 5               |

- أحسن هدافي الفريق في دوري أبطال حسب كل موسم

| الموسم | اللاعب             | الأهداف المسجلة |
| ------ | ------------------ | --------------- |
| 1985   | سعد دحان           | 4               |
| 1985   | عبد الله هيدامو    | 4               |
| 1985   | عبد الرزاق خيري    | 4               |
| 1988   | عبد السلام الغريسي | 7               |

#### في كأس الكونفدرالية
- أحسن هدافين الفريق في كأس الكونفدرالية في كل المواسم

| الترتيب | اللاعب        | الأهداف المسجلة |
| ------- | ------------- | --------------- |
| 1       | جواد وادوش    | 6               |
| 2       | يوسف القديوي  | 5               |
| 3       | ديني بوركيس   | 5               |
| 4       | حمزة إكمان    | 4               |
| 5       | مصطفى العلاوي | 3               |
| 6       | منير بنقصو    | 3               |

## الإدارة

### الرؤساء المتعاقبون على الفريق
| الاسم                               | من   | إلى  |
| ----------------------------------- | ---- | ---- |
| ولي العهد الحسن بن محمد (رئيس شرفي) | 1958 | 1961 |
| المهدي بلمجدوب                      | 1958 | 1979 |
| حسني بنسليمان                       | 1979 | 2018 |
| محمد هرمو                           | 2018 | الآن |

### المكتب المديري المسير للنادي 2024-25
| المنصب                                         | شاغله           |
| ---------------------------------------------- | --------------- |
| رئيس المكتب المديري                            | محمد هرمو       |
| النائب الأول للرئيس ورئيس منتدب لفرع كرة القدم | أبو بكر الأيوبي |
| النائب الثاني للرئيس ومدير أكاديمية كرة القدم  | حسن مالك        |
| مدير المركز الرياضي                            | محسن بوتقة      |
| الناطق الرسمي                                  | محمد الشرع      |
| الكاتب عام                                     | يوسف البلاوي    |
| نائب الكاتب العام                              | الحبيب لعزيزي   |
| مستشار ورئيس اللجنة المالية                    | منصف بوشقيف     |
| أمين المال                                     | وليد مجاهد      |
| نائب أمين المال                                | جمال معطلاوي    |
| مستشار ورئيس لجنة التسويق                      | مصطفى أيوب      |
| رئيس اللجنة الطبية                             | سمير سياح       |

## اللاعبون

### قائمة اللاعبين 2024-2025
- آخر تحديث: 23 شتنبر 2024.

| 1  | أيوب الخياطي       | 31/01/1998 | حارس مرمى  |  |  |  |  |  |
| 16 | مهدي بنعبيد        | 23/01/1998 | حارس مرمى  |  |  |  |  |  |
| 22 | حمزة الحمياني      | 18/02/1994 | حارس مرمى  |  |  |  |  |  |
|    | يوسف تفاي          | 31/08/2001 | حارس مرمى  |  |  |  |  |  |
|    |                    |            |            |  |  |  |  |  |
| 33 | الطيب بوخريص       | 03/09/1999 | ظهير أيمن  |  |  |  |  |  |
| 2  | أوغوستو كارنيرو    | 05/11/1995 | ظهير أيسر  |  |  |  |  |  |
| 5  | أكرم النقاش        | 07/04/2002 | ظهير أيسر  |  |  |  |  |  |
| 15 | حاتم الصوابي       | 13/12/2000 | قلب الدفاع |  |  |  |  |  |
| 29 | هينوك إينونجا باكا | 25/11/1994 | قلب الدفاع |  |  |  |  |  |
| 19 | الحسن حويبيب       | 19/03/1995 | قلب الدفاع |  |  |  |  |  |
| 25 | عبد الصمد أمال     | 19/08/2004 | قلب الدفاع |  |  |  |  |  |
|    |                    |            |            |  |  |  |  |  |
| 8  | خالد أيت ورخان     | 22/04/2000 | وسط هجومي  |  |  |  |  |  |
| 40 | عبد الفتاح حدراف   | 22/03/1998 | وسط هجومي  |  |  |  |  |  |
| 10 | أمين زحزوح         | 11/08/2000 | وسط هجومي  |  |  |  |  |  |
| 13 | العربي الناجي      | 12/12/1990 | وسط دفاعي  |  |  |  |  |  |
| 6  | زين الدين دراك     | 29/01/1999 | وسط دفاعي  |  |  |  |  |  |
| 34 | محمد ربيع احريمات  | 17/08/1994 | وسط دفاعي  |  |  |  |  |  |
| 21 | زكرياء أجوغلال     | 05/02/2001 | وسط هجومي  |  |  |  |  |  |
| 30 | أنس باش            | 10/02/1998 | وسط دفاعي  |  |  |  |  |  |
|    |                    |            |            |  |  |  |  |  |
| 7  | يوسف الفحلي        | 27/04/1997 | جناح أيمن  |  |  |  |  |  |
| 18 | توميسانج أوريبوني  | 26/03/1996 | مهاجم صريح |  |  |  |  |  |
| 9  | جويل بيا           | 08/12/1999 | مهاجم صريح |  |  |  |  |  |
| 31 | محمود بنحليب       | 28/04/1993 | مهاجم صريح |  |  |  |  |  |
| 11 | أحمد حمودان        | 12/07/1997 | جناح أيسر  |  |  |  |  |  |
| 23 | هشام بوسفيان       | 09/01/1998 | جناح أيمن  |  |  |  |  |  |
|    |                    |            |            |  |  |  |  |  |

### أبرز لاعبي النادي
| الخمسينات والستينات - حسني بنسليمان - محمد بن عمر - مهدي بالمجدوب - عبد السلام الحضري (زيناية) - عبد القادر مختطيف - قاسم جبار - حسين زموري - محمد شتوكي - خليفة البختي - أحمد موزاين (كرداسة) - إدريس باموس - علال بن قصو - حمادي حميدوش - عبد الله العمراني (باخا) - سيف الدين عمار - موهوب الغزواني - الجيلالي الفاضيلي - عبد القادر الخياطي السبعينات - مصطفى درويش - عبد السلام التنيوني - إدريس واديش - مولاي الطاهر - عزيز العامري - أومزدي الكاش - البدوي التيسير - أمحمد نصوح الثمانينات - محمد التيمومي - عبد الرزاق خيري - عبد السلام الغريسي - محمد الأنماطي (حمدي) - عبد المالك العزيز - الحسن أنفلوس - محمد عماري - خليل بودراع - سعد دحان - صلاح الدين حميد - عبد المجيد لمريس - الحسن وداني (حسينة) - محمد الوردي (شيشا) - أحمد رموكي | التسعينات - عبد الكريم الحضريوي - عبد الواحد الشمامي - محمد صمدي - محمد فولوح - محسن بوهلال - الحسين أوشلا - عزيز لحمر - يوسف واغزيف - عبد القادر البرازي الألفية الجديدة - محمد فضلي - أحمد أجدو - علي بواب - يوسف القديوي - جواد وادوش - مصطفى العلاوي - إبراهيم البحري - حكيم أجراوي - محمد أرمومن - عبد الرحمان مساسي - عبد الرزاق المناصفي - زكرياء عبوب - حسن المعتز - عتيق شهاب - يوسف البصري - محمد أمين قبلي - ياسين ناعوم - مراد فلاح - عصام الراقي - عمر بندريس - خالد المعروفي - عادل لطفي - طارق مرزوق - طارق الجرموني - عديل سراج - هشام زروالي - جواد أقدار |

## المدربون

### الجهاز الفني للفريق الأول 2024-25
| المنصب         | الاسم              |
| -------------- | ------------------ |
| المدرب         | تشيسلاف ميشنيفيتش  |
| المساعد الأول  | جيرارد جيشتاك      |
| المساعد الثاني | براء جروندي        |
| المعد البدني   | حسن بنعزوز         |
| مدرب الحراس    | محمد الزنيبي       |
| محلل فني       | أيمن مكرود         |
| طبيب الفريق    | حافظ بوشان         |
| الطاقم الطبي   | جواد تغزاوي        |
| علاج طبيعي     | عادل بوسيف         |
| مندوب الفريق   | الحبيب لعزيزي      |
| مدير المعدات   | عبد الرحمان بدراوي |

### مدربون سابقون
غير نادي الجيش الملكي إدارته الفنية 52 مرة، 11 منها بصفة مؤقتة، وتعاقب عليه 42 مديراً فنياً، منذ نشأته في عام في 1958 وحتى الوقت الحالي، منهم 21 مدرباً أجنبياً. أول مدرب في تاريخ الجيش هو محمد الشتوكي كمدرب المؤقت حيث قام بالتنقيب عن اللاعبين وشكل أول فريق للجيش الملكي ليعوضه مباشرة الفرنسي غي كليزو والذي استلم قيادة الفريق في أول موسم له، وهو أيضاَ أول مدرب أجنبي للفريق. ويُعد غي كليزو أكثر المدربين تحقيقاً للألقاب مع الجيش برصيد 12 لقب. (6 مرات الدوري المغربي و 1 كأس العرش و 4 كؤوس سوبر مغربي و 1 دوري الدرجة التانية). يليه المدرب البرازيلي المغربي المهدي فاريا كثاني أكثر مدرب تتويجا مع الجيش برصيد 6 ألقاب (الدوري المغربي مرتين و 3 كأس العرش و 1 كأس أفريقيا للأندية البطلة)، ثم محمد فاخر كثالث أكثر مدرب تتويجا مع الجيش برصيد 5 ألقاب (1 الدوري المغربي 3 كأس العرش و 1 كأس الكاف), وبهذا يعتبر كليزو أكثر المدربين تحقيقاً للقب الدوري المغربي لكرة القدم.
وكانت أطول فترة تدريب متواصلة من نصيب كليزو (10 مواسم)، خلال الفترة من 1959 إلى 1969. أيضا هو نفسه أكثر المدربين تدريبا للجيش في فترتين مختلفتين الفترة الأولى 10 مواسم من 1959 إلى 1969، ليعود مرة ثانية لمدة 4 سنوات من 1976 إلى 1980 بما مجموعه (14 موسم).
هناك الكثير من المدربين الذين دربوا النادي العسكري على فترتين منهم، غي كليزو والمهدي فاريا وهنري ديبيرو وجواد الميلاني وعبد العزيز العامري وعبد الرزاق خيري، ومن الجدير بالذكر أن المدرب الإسباني سابينو باريناغا والمدرب رشيد الطاوسي ومحمد فاخر هم فقط الذين دربوا النادي لثلاث فترات متقطعة.
| المدرب                  | الفترة    | الألقاب                                                                    |
| ----------------------- | --------- | -------------------------------------------------------------------------- |
| محمد أنور (الشتوكي)*    | 1958-59   |                                                                            |
| غي كليزو                | 1959-69   | الدوري المغربي (6)، دوري الدرجة الثانية (1), كأس العرش (1), كأس السوبر (4) |
| مصطفى الغزواني          | 1969-70   | الدوري المغربي (1)                                                         |
| سابينو باريناغا         | 1970-71   | كأس العرش (1)                                                              |
| بلاغوي فيدينيتش         | 1971-72   |                                                                            |
| أنول دوس سانطوس         | 1972-73   |                                                                            |
| سيف الدين عمار*         | 1972-73   |                                                                            |
| سابينو باريناغا         | 1973-74   |                                                                            |
| إدريس باموس*            | 1973-74   |                                                                            |
| غي كليزو                | 1974-80   |                                                                            |
| سابينو باريناغا         | 1980-82   |                                                                            |
| ميرسيا دريديا           | 1982-83   |                                                                            |
| المهدي فاريا            | 1983-88   | الدوري المغربي (2)، كأس العرش (3)، دوري أبطال (1)                          |
| أنطونيو فالنتين أنجليلو | 1988-90   | الدوري المغربي (1)                                                         |
| المهدي فاريا            | 1990-92   |                                                                            |
| مصطفى ظفر الله          | 1992-93   |                                                                            |
| ماريو ويلسون            | 1993-95   |                                                                            |
| جوسفالدو فيريرا         | 1995-96   |                                                                            |
| كارلوس ألهينهو          | 1996-97   |                                                                            |
| هنري ديبيرو             | 1997-98   |                                                                            |
| جيورجيس هيلنس           | 1998-99   |                                                                            |
| رشيد الطاوسي            | 99-2000   |                                                                            |
| هنري ديبيرو             | 2000-01   | كأس العرش (1)                                                              |
| ألان جيراس              | 2001-03   |                                                                            |
| امحمد فاخر              | 2003-05   | الدوري المغربي (1)، كأس العرش (2)، كأس الاتحاد الأفريقي (1)                |
| هنري ستامبولي           | 2005-06   |                                                                            |
| جواد ميلاني             | 2006-07   |                                                                            |
| مصطفى مديح              | 2007-08   | الدوري المغربي (1)، كأس العرش (1)                                          |
| امحمد فاخر              | 2008-09   | كأس العرش (1)                                                              |
| جعفر عاطفي*             | 2009-09   |                                                                            |
| والتر مويس              | 2009-09   | كأس العرش (1)                                                              |
| عزيز العامري            | 2009-10   |                                                                            |
| مصطفى مديح              | 2010-11   |                                                                            |
| فتحي جمال               | 2011-12   |                                                                            |
| رشيد الطاوسي            | 2012-12   |                                                                            |
| عبد الرزاق خيري         | 2012-13   |                                                                            |
| جواد ميلاني             | 2013-13   |                                                                            |
| رشيد الطاوسي            | 2013-14   |                                                                            |
| خليل بودراع*            | 2014-15   |                                                                            |
| سعد دحان*               | 2015-15   |                                                                            |
| خوسيه روماو             | 2015-16   |                                                                            |
| عبد المالك العزيز*      | 2016-16   |                                                                            |
| عزيز العامري            | 2016-17   |                                                                            |
| عبد الرزاق خيري*        | 2017-18   |                                                                            |
| محسن بوهلال*            | 2017-18   |                                                                            |
| محمد فاخر               | 2018-18   |                                                                            |
| محسن بوهلال*            | 2018-19   |                                                                            |
| كارلوس ألوس فيرير       | 2019-19   |                                                                            |
| عبد الرحيم طالب         | 2019-21   |                                                                            |
| سفين فاندنبروك          | 2021-2022 | كأس العرش (1)                                                              |
| فرناندو دا كروز         | 2022-2023 |                                                                            |
| محمد عزيز الصمدي*       | 2023      | الدوري المغربي (1)                                                         |
| نصر الدين النابي        | 2023-24   |                                                                            |
| تشيسلاف ميشنيفيتش       | 2024-     |                                                                            |

* مدربين مؤقتين.

## رياضات أخرى للنادي
لا تقتصر الرياضات التي يمارسها نادي الجيش الملكي على رياضة كرة القدم فحسب، بل هناك عدة ألعاب ورياضات تمارس في النادي ومن بينها: كرة السلة وألعاب القوى وكرة اليد والملاكمة والكرة الطائرة والتايكوندو والمصارعة والنبالة والتمارين الرياضية وجمباز وسباحة وتزلج على الثلوج. وكل هاته الفروع إلى جانب كرة القدم تمارس ذكورا وإناثا في أعلى مستوى وبشكل احترافي ونتائج النادي في تلك الرياضات تعتبر نتائج مرموقة ومتميزة على الصعيدين المحلي والقاري.

### كرة القدم
لا يعتبر الفريق الأول لكرة القدم رجال هو الفريق الوحيد المتخصص في هذة اللعبة، بل يوجد هناك فرق أخرى متخصصة في نفس اللعبة أغلبها تهتم بالفئات الصغرى كالفريق الرديف «الجيش الملكي ب» وهو فريق لفئة الأمل وينشط بشطر الشمال الغربي من بطولة القسم الوطني الثاني هواة.

### تأسيس باقي الفروع
- كرة السلة: ثاني فرع أنشئ بالنادي سنة 1959.
- ألعاب القوى: أنشئت كذلك بنفس السنة 1959.
- كرة اليد: أنشئت سنة 1960.
- الملاكمة: أنشئت بعد ألعاب طوكيو سنة 1964.
- الكرة الطائرة: أنشئت سنة 1973.
- تايكواندو: أنشئت سنة 1976.
- المصارعة: ثم إنشائها بعد ألعاب سيول سنة 1998.
- نبالة: ثم إنشائها سنة 2000.
- التمارين الرياضية: كذلك ثم إنشائها سنة 2000.
- السباحة: أنشئت سنة 2008.
- الجيدو: ثم إنشائها مؤخرا سنة 2014.

## جماهير النادي

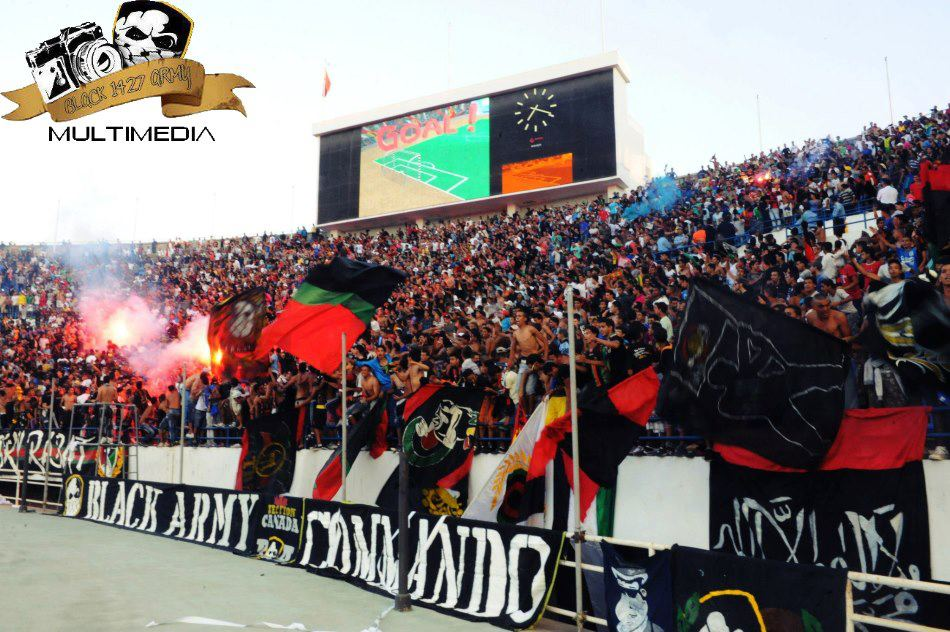
الجهة الخاصة بالجمهور العسكري "كورفا تشي"

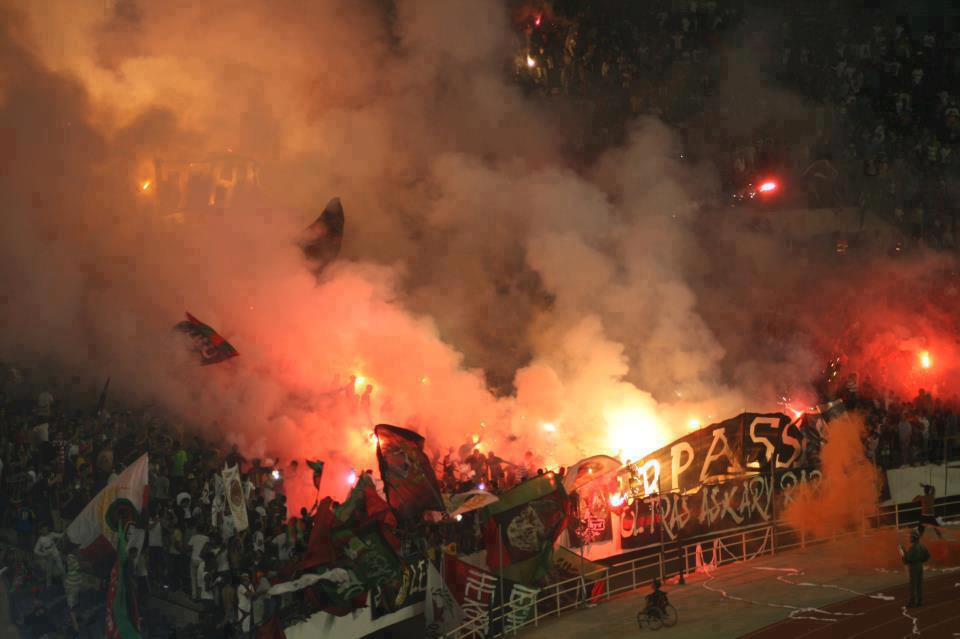
إحتفالية مجموعات الفريق

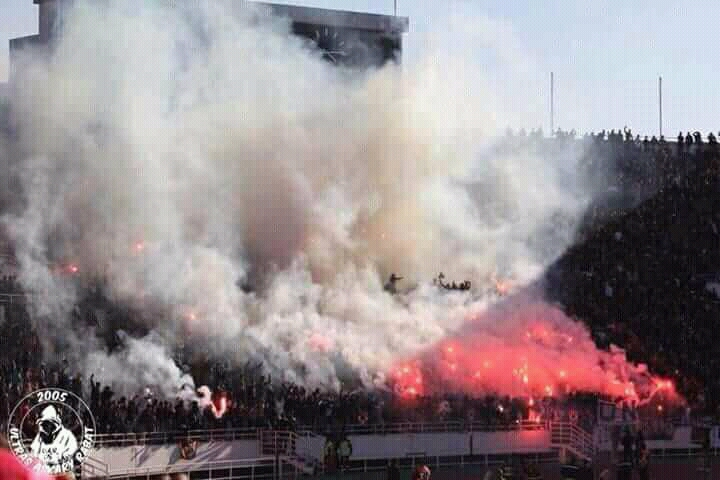
إحتفالية أخرى

باعتبار نادي الجيش الملكي من الفرق ذات الصيت والشهرة الكبيرين، فهو يتمتع بقاعدة جماهيرية كبيرة مما يجعله من الفرق الأكثر شعبية في المغرب وخارجه.

وتتركز الجماهير العسكرية بجميع جهات المغرب، وهناك محبين كُثر خارج المغرب خصوصاً في أوروبا حيث توجد الجالية المغربية ودول شمال أفريقيا وأمريكا الشمالية والجنوبية وبعض دول أسيا والدول العربية والخليج.

يضم جمهور النادي فيصلين مشجعين مجموعتي أولتراس وهما ألتراس عسكري 2005 وهي أول مجموعة أولتراس في المغرب، و ألتراس بلاك أرمي 2006 أو الجيش الأسود، وتعتبر الجهة الجنوبية من المجمع الرياضي الأمير مولاي عبد الله بمدينة الرباط المكان المفضل لهم ويسمى «كورفا تشي».

## وصلات خارجية
- الموقع الرسمي لنادي الجيش الملكي
- نادي الجيش الملكي على قاعدة بيانات كرة القدم